# Leuvense stadsbus
Het Leuvense stadsbusnet wordt geëxploiteerd door de Vlaamse Vervoermaatschappij "De Lijn", entiteit "Vlaams-Brabant".
Het huidige stadsbusnet bestaat uit twaalf stadslijnen, die volgens een sterstructuur alle deelgemeenten in het stadsgebied en verschillende buurgemeenten aandoen. De meeste lijnen doen dus ook dienst als voorstadslijnen. Lijn 6 loopt echter een eind verder door, tot in Hoegaarden ten zuiden van Tienen. Lijn 630 verzorgt een efficiënte verbinding van noord naar zuid via de ring. Het busstation aan het Leuvense NMBS-treinstation doet dienst als het centrale knooppunt voor alle stads- en streekbussen. Een aantal stadslijnen rijdt ook, soms met een beperkte route, als nachtbus.

## Voorgeschiedenis
Op 6 december 1892 werd de eerste streektram van de buurtspoorwegen naar Geldenaken geopend. Deze stoomtrams reden langs de Vesten (Station, Tiense Poort, Naamse Poort) naar het spoorstation en kwamen de binnenstad niet in. Op 17 juli 1893 werd de streeklijn naar Sint-Joris-Winge (later Diest) geopend en op 10 mei 1897 de lijn naar Tervuren. (Naamse poort - Tervuurse Poort).
In 1906 stelden de buurtspoorwegen aan de stad voor om een elektrisch stadsnet op te richten gebruikmakend van de al bestaande streeklijnen en de aanleg van nieuwe lijnen. In 1912 werd de normaalsporige paardentramlijn opgeheven en werd het metersporige elektrische tramnet geopend. De exploitatie van het stadstramnet werd verpacht aan de "S.A. des Tramways de Louvain", de uitbater van de vroegere paardentramlijn. In 1920 werd de concessie teruggeven aan de buurtspoorwegen, die de exploitatie in eigen beheer namen. Het stadsnet kende in der loop der tijd kleine uitbreidingen:
- 1926: naar Korbeek-Lo en naar Heverlee (Kantien)
- 1927: elektrificatie van Kessel-Lo tot Linden
- 1932: elektrificatie van Terbank naar Bertem op de streeklijn naar Tervuren
- 1934: Korbeek-Lo Lovenjoel
- 1934: elektrificatie van Bertem naar Tervuren op de streeklijn naar Tervuren
- 1937: van Mechelsepoort naar Herent
- 1940: van Station naar Beneden-Kessel

In 1952 heeft de buurtspoormaatschappij (NMVB), na de verbussingsproef in Brugge, het tramstadsnet opgeheven en vervangen door bussen. Al eerder in 1938 is cirkellijn 4 opgeheven tussen Mechelsepoort en Station. Alle stadslijnen behalve lijn 1 zijn in 1952 opgeheven. In 1953 werd ook lijn 1 opgeheven samen met de streeklijn naar Geldenaken, die geëxploiteerd werd met motortrams. De streeklijn naar Diest werd in 1952 geëlektrificeerd van Linden (eindpunt stadslijn 1) naar Sint-Joris-Winge en in 1953 tot Diest (station). Op 19 mei 1961 werd de tramlijn naar Brussel opgeheven en op 31 maart 1962 werd de laatste tramlijn in Leuven (streeklijn Leuven O.L.V. Tielt) opgeheven.

### Tramnet

Kaart van de stads- en streektrams in Leuven 1940-1952

Tramnet met maximale uitbreidingen (niet alle lijnen waren tegelijk open)
- 1 Heverlee – Leuven – Kessel-Lo – Linden (Op de hoofdlijn naar Diest)
- 2 Leuven – Bertem – Tervuren (museum) – Tervuren (dorp)
 (zie hoofdlijn B Brussel Leuven. Bij Tervuren (museum) is er aansluiting op de stadstram naar Brussel)
- 3 Beneden Kessel – Leuven – Lovenjoel
- 4 Ringlijn langs de vesten in Leuven
- 5 Leuven – Herent
- B Leuven – Vossem – Brussel
- D Leuven – Tielt – Diest (Hoofdlijn)

## Buslijnen
| Lijn | Traject                                                               | Week- dagen | Spits      | Zater- dag | Zon- dag | Voornaamste haltes |
| ---- | --------------------------------------------------------------------- | ----------- | ---------- | ---------- | -------- | --- |
| 1    | Kesse-Lo Sparrenboslaan Leuven - Bertem Carpoolparking                | 30'         | 15'        | 30'        | 30       | Kesse-LoSparrenboslaan, Leuven station , J.Stasstraat, RectorDeSomersplein, Bertem Carpoolparking                                                                                          |
| 2    | Heverlee - Leuven - Leuven Vaartkom                                   | 7'- 8'      | 7'- 8'     | 15'        | 30'      | Campus Arenberg - Heilig-Hartinstituut, Station Heverlee, Heilig-Hartkliniek, Sint-Michielskerk, Grote Markt, Rector De Somerplein, Station Leuven, Engels Plein,                          |
| 3    | Herent Keierveld- Pellenberg Kliniek                                  | 15'         | 15'        | 15'        | 60'      | Herent Keierveld, Herent Station, De Bruul, Rector De Somerplein, Station Leuven, De Bron, Heiberg, Pellenberg Kliniek                                                                     |
| 4    | Wijgmaal - Leuven - Bierbeek De Borre                                 | 30'         | 30'        | 30'        | 60'      | Wijgmaal Wijgmaal Wijveld, J.Stasstraat, Ridderstraat, De Bruul, Rector De Somerplein, Station Leuven, Campus Vesalius, Abdij van 't Park, Kazerne De Hemptinne, Schaatsbaan,              |
| 15   | Leuven Station - Vaalbeek                                             | 60'         | 60'        | 60'        | 60'      | Parkpoort, Station Leuven, Provinciehuis, Abdij van 't Park, Vaalbeek Oud Gemeentehuis |
| 12   | (Wijgmaal - Leuven - Neervelp - Hoegaarden)                           | 60'         | 60'        | 60'        | -        | Leuven Station, Provinciehuis, Tiensepoort,Heverlee Station,Heverlee Campus |
| 5a   | Heverlee Wetenschapspark - Leuven - Bierbeek Sint-Kamillus - De Borre | 60'         | 60'        | 60'        | 60'      | Heverlee Heverlee Wetenschapspark, Bodard, Groenveld, Redingenhof, Rector De Somerplein, Station Leuven, Platte-Lostraat, Korbeek-Lo Centrum, Sint-Kamillus,                               |
| 5b   | Heverlee Wetenschapspark - Leuven - Bierbeek Bremt - De Borre         | 30'         | 30'        | 30'        | 60'      | Heverlee Wetenschapspark Wetenschapspark, Groenveld, Redingenhof, Rector De Somerplein, Station Leuven, Platte-Lostraat, Spaanse Kroon, Lovenjoel Salve Mater, Bierbeek Bremt, CC De Borre |
| 43   | Gasthuisberg Campus- Leuven - Haasrode Brabanthal                     | 60'         | 60'        | 60'        | -        | Leuven Gasthuisberg Campus, Gasthuisberg, Sint-Jacobsplein, J.Stasstraat, Rector De Somerplein, Station Leuven, De Mol, HaasrodeVDAB, Haasrode Brabanthal                                  |
| 10   | Buitenringbus Leuven                                                  | 6-20u: 10'  | 6-20u: 10' | 8-22u: 10' | -        | Station Leuven, UZ Leuven, Koning-boudewijnlaan, Naamsepoort, Kapucijnenvoer , Parkpoort, Tiensepoort, Station Leuven, Vaartkom Leuven                                                     |
| 11   | Binnenringbus Leuven                                                  | 6-20u: 10'  | 6-20u: 10' | 8-22u: 10' | -        | Vaartkom Leuven, Station Leuven, Tiensepoort, Parkpoort, Naamsepoort, Sportcentrum, Koning-boudewijnlaan, UZ Leuven, Station                                                               |

## Huidig buspark
De lijnen worden verzorgd door meerdere bustypes. De Lijn gebruikt in Leuven onder meer Jonckheere Transit 2000 Midi en Van Hool A309 (ook in de New uitvoering) kleinere citybussen op de stadslijnen 1 en 2, en sinds 2009 5 grotere Van Hool A300 New Hybride diesel-elektrische bussen. In 2011 werden 24 nieuwere en grotere Van Hool newA360 Hybride bussen bijkomend ingezet ook onder andere op de drukke lijn 2.
Alle bussen ingezet voor het stadsbussennet worden uitgebaat door de stelplaats Leuven van De Lijn, tot 2013 gelegen enkele honderden meters ten noorden van het spoorwegstation, grenzend aan de Vuurkruisenlaan. Toen werd de oude kleine stelplaats verlaten en verhuisden de bussen naar een nieuwe, grotere stelplaats aan de overzijde van de spoorweg, grenzend aan de 1 Meilaan, die vanaf 2011 werd aangelegd.

## Toekomst

### Regionet Leuven
In het kader van het project "Regionet Leuven" zal het Leuvens openbaar vervoer de komende jaren heringericht worden, waarmee o.a. het station ontlast zal worden, het "Ringtracé+" in gebruik zal genomen worden, en nog vele hervormingen mee zullen volgen.